# Aizumi
Aizumi (藍住町?) è una cittadina giapponese della prefettura di Tokushima.